# Peugeot 205 Turbo 16
El Peugeot 205 Turbo 16, es un automóvil de carreras construido por la empresa francesa Peugeot homologado como grupo B y pensado para competir en el Campeonato Mundial de Rally. Se desarrolló en 1982 y fue utilizado por equipo oficial de la marca, el Peugeot Talbot Sport entre 1984 y 1986 con el que consiguió: dieciséis victorias, dos títulos de marcas y dos de pilotos entre 1985 y 1986 con Timo Salonen y Juha Kankkunen. Tras la prohibición de los grupo B el Peugeot 205 Turbo fue destinado a otras competiciones como el Rally Dakar donde ganó las ediciones de 1987 y 1988 e incluso dos más en una versión más alargada y bajo el nombre de Peugeot 405 Turbo 16. Esta última versión también sirvió para competir con algunas modificaciones en la carrera de montaña Pikes Peak International Hill Climb.
Considerado por algunos (prensa y aficionados) como el más extraordinario de todos los grupo B, su entrada en el mundial revolucionó los rallies de la época por su innovación mecánica y llevó a otras marcas a replantearse sus proyectos deportivos y el diseño de sus modelos que en algunos casos, copiaron la estructura mecánica del 205. Además de Peugeot, diversos pilotos privados compitieron en pruebas del mundial, del campeonato de Europa y de campeonatos nacionales. 
Para homologar el 205 T16 la marca construyó una versión de serie bajo el mismo nombre aunque el parecido de este, con el Peugeot 205 convencional era mínimo. El T16 fue construido sobre un chasis tubular, con tracción en las cuatro ruedas y un motor situado en la parte central-trasera que alcanzaba hasta los 550 CV (542 HP; 405 kW). Estéticamente también es muy diferente, cuenta con un gran alerón trasero, faldones y guardabarros propios de los vehículos de rally de la época. Peugeot desarrolló dos versiones, una primera denominada Peugeot 205 Turbo 16 y una evolución que surgió en 1985 llamada Peugeot 205 Turbo 16 Evo 2.
En 2013 Peugeot desarrolló una versión para competición del Peugeot 208 en la categoría R5 y que denominó Peugeot 208 T16 en homenaje al Peugeot 205 Turbo 16. Cuenta con tracción integral, motor 1.6 turbo con brida de 32 mm (1,3 plg) y caja de cambios secuencial de cinco velocidades.

## Contexto
El Campeonato del Mundo de Rally se inició en 1973 y durante los primeros años, los vehículos usados eran los pertenecientes principalmente a los grupos 2 y 4. En 1982 la federación internacional introdujo un nuevo reglamento, el grupo B, una categoría muy abierta y permisiva que permitió el nacimiento de vehículos muy potentes, ligeros y que introdujeron importantes novedades técnicas a la competición, como la tracción integral y los motores turboalimentados que permitían elevar la potencia a nuevos límites. Esta reglamentación permitió a las marcas construir vehículos exclusivamente para la competición con la condición de fabricar solo doscientas unidades para el mercado y además las nuevas piezas o evoluciones de los mismos, podrían homologarse con solo fabricar veinte coches más. Las marcas disponían entonces de una normativa que les permitía fabricar coches desde cero, abaratando costes y sin necesidad de fabricar las unidades de manera masiva.
Hasta el año de 1981, la participación de Peugeot en las carreras de rallyes se limitaba a la participación de la marca en pruebas africanas donde había cosechado excelentes resultados con el Peugeot 404 y el Peugeot 504 preparados para rally, pero Jean Boillot, presidente de la firma, quería darle a la marca una imagen más dinámica y en cierto modo deportiva. Para lograr tal objetivo, nada mejor que aprovechar el lanzamiento del futuro utilitario de la marca el Peugeot 205 para introducirse más de lleno en el mundo de la competición.

## Desarrollo

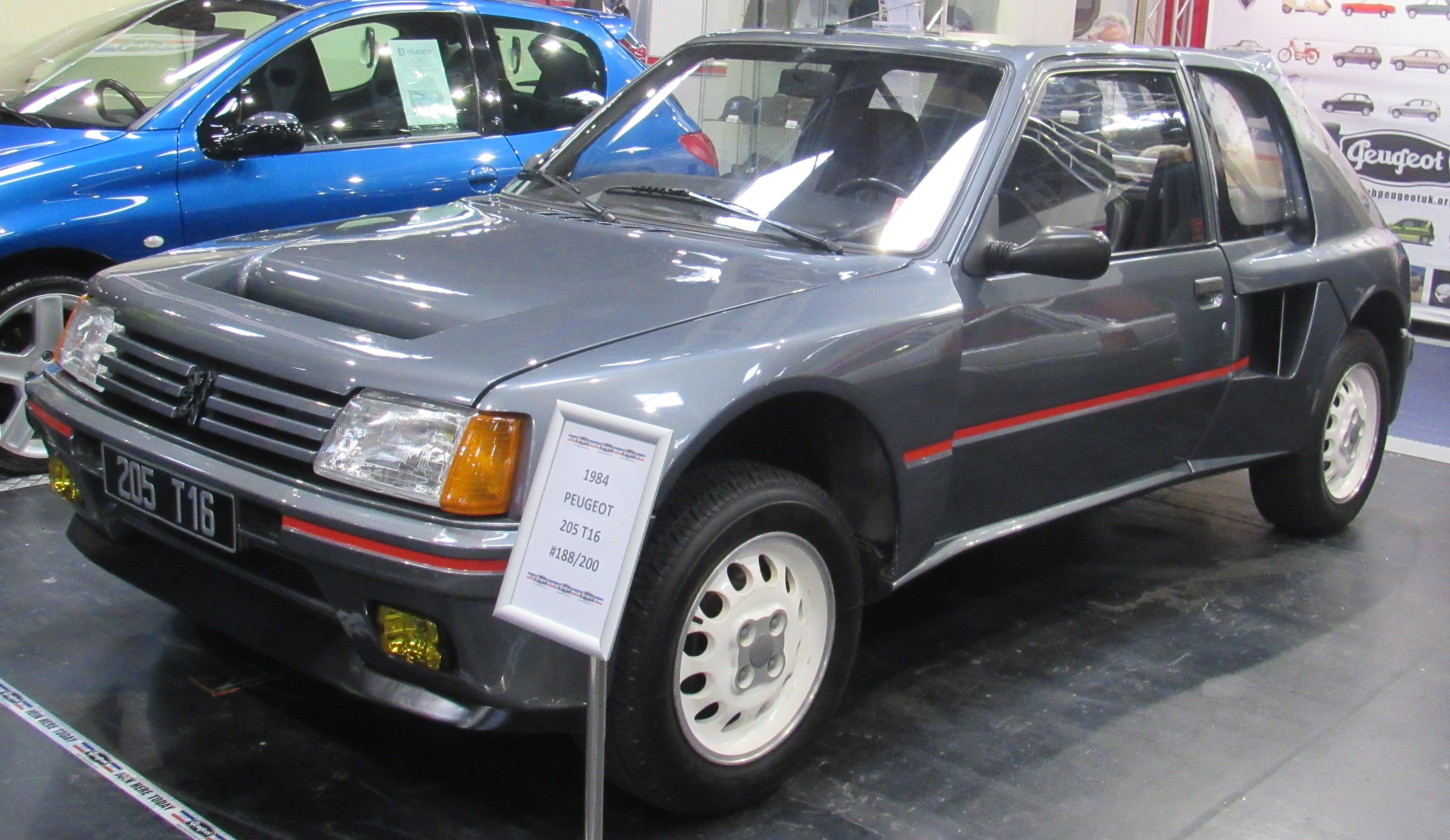
Peugeot 205 T16 1.8 de 1984 en el Salón del Automóvil Clásico del Centro Nacional de Exhibición (NEC) de Birmingham en 2017.

A principios de los años 1980 Peugeot pasó por una grave crisis. La compra y relanzamiento de Talbot que había sido fallida, llevó a la marca a una delicada situación financiera. Para salir de esta circunstancia se propuso lanzar un modelo asequible y polivalente al que llamó Peugeot 205 y que fue lanzado al mercado acompañado de un gran programa de competición. La compañía asignó como jefe de este programa al francés y ex-copiloto Jean Todt que se rodeó de un nutrido equipo de ingenieros procedentes de la Fórmula 1 entre los que destacaba André de Cortanze. Jean Todt había competido con diferentes pilotos en su trayectoria en el mundial y había logrado cuatro victorias, una de ellas con el Peugeot 504 con Hannu Mikkola en el Rally de Marruecos de 1975 y otra con el Talbot Sunbeam con Guy Frequelin en el Rally de Argentina de 1981 el mismo año que pelearon por el título de pilotos contra Ari Vatanen. Peugeot asignó a Todt un amplio presupuesto para que desarrollara el 205 de carreras sin agobios ni presiones financieras y a cambio solo le pidió dos cosas: que el nuevo modelo se pareciese lo máximo posible a su homólogo de serie y que además tenía que ser un coche ganador.
El desarrollo del Peugeot 205 Turbo 16 se inició en 1982 con intención de hacerlo debutar en 1984. El equipo liderado por Todt construyó un automóvil que mezclaba sabiamente las características de los mejores, por entonces, vehículos de rally: el Lancia Rally 037 y el Audi Quattro. Del primero cogió su ligereza, la disposición central del motor y la carrocería de fibra plástica y del segundo la tracción a las cuatro ruedas y el sistema de sobrealimentación por turbo. El T16 estaba dotado de un chasis compacto construido sobre una célula central monocasco desarrollado según el método space frame de vigas de aluminio con paneles soldados. El motor estaba situado de manera transversal en posición central sobre el subchasis trasero. Tanto el cambio como el eje posterior también se encontraban alojados en este subchasis y el eje delantero consecuentemente sobre el subchasis frontal. Estaba dotado de una transmisión a las cuatro ruedas con un diferencial central viscoso, que permitía modificar el par de 33 a 46 kg·m (324 a 451 N·m) (239 a 333 lb·pie), de manera favorable a cualquiera de los ejes. Aunque el motor era de 1775 cm³ (1,8 L; 108,3 plg³), alcanzaba inicialmente una potencia de 300 CV (296 HP; 221 kW), posteriormente superada en las siguientes evoluciones, gracias en gran medida al turbo KKK K26 twin-scroll (de doble entrada) con intercooler aire/aire a una presión de 1,4 bar (19,9 psi; 137,2 kPa), inyección mecánica multipunto Bosch K-Jetronic, con sistema de lubricación por cárter seco, distribución DOHC con cuatro válvulas por cilindro (16 en total), acoplado a una caja de cambios manual de cinco velocidades que la marca recuperó del Citroën SM.
Para conseguir la homologación del Peugeot 205 T16 la marca tuvo que construir las 200 unidades en un año que la reglamentación del grupo B obligaba a hacer. El 29 de marzo de 1984 la Fédération Internationale du Sport Automobile (FISA) inspeccionó estas unidades y la constructora francesa obtuvo finalmente la aprobación el 1 de abril de 1984 con número de ficha B262.
La versión de calle del 205 T16 se fabricó por tanto con objeto de homologar la versión de competición como grupo B. Su parecido con el Peugeot 205 convencional dista mucho. Ambos modelos llevan los mismos faros delanteros pero el T16 tiene varios elementos estéticos que le alejan de su hermano con el que solo comparte el nombre. Tiene los pasos de ruedas más ensanchados y en el capó lleva una salida de aire al igual que tras las puertas situadas en unas aletas abultadas. El motor está situado en la parte trasera pensado para un acceso rápido y directo. Se comercializó en color antracita para abaratar costes y se vendieron 200 unidades a un precio por debajo del coste. El motor es un cuatro cilindros turbo, aunque inicialmente se barajó la posibilidad de incluirle un motor V6  atmosférico, pero se eligió el primero por su menor peso y por la simplicidad mecánica. Con un peso de 1210 kg (2668 libras), desarrollaba 200 CV (197 HP; 147 kW) a las 6750 rpm y un par máximo de 26 kg·m (255 N·m; 188 lb·pie) a las 4000 rpm. En el interior se situaron asientos deportivos con arneses que dan sensación de competición.
Una vez finalizado su desarrollo el Peugeot 205 Turbo debutó a modo de prueba en el Rally Mille Pistes de Canjuers de 1983, una prueba sobre tierra que se disputaba en Francia sobre terreno militar y de recorrido secreto. El resultado no fue lo esperado por la marca, que vio como su nuevo modelo era superado por el Citroën Visa 4x4 de Jean-Luc Thérier. La tracción a las cuatro ruedas del Peugeot no acaba de funcionar, el tiempo de respuesta del turbo era demasiado largo y violento y además resultaba muy difícil de conducir. Los ingenieros tuvieron que trabajar pues en solucionar estos contratiempos que solventaron tras un largo proceso y dejaron listo para que el 205 hiciese su debut en el Rally de Córcega de 1984. El piloto encargado de llevarlo fue el finés Ari Vatanen que pronto mostró el potencial del coche: en el segundo tramo consiguió marcar el mejor tiempo, se puso en cabeza y a punto estuvo de ganar de no ser por una fuerte salida de pista bajo la lluvia.

## Evoluciones
El Peugeot 205 contó con dos evoluciones distintas durante su trayectoria en el campeonato del mundo. Ambas lograron varias victorias y los títulos de pilotos de marcas en 1985 y 1986. La más exitosa fue la primera que participó en catorce pruebas y obtuvo nueve victorias y trece podios, mientras que la segunda consiguió siete pero dos podios más.

### Peugeot 205 Turbo 16
La primera versión del 205 T16 contaba con un motor de cuatro cilindros en línea turbo de 1775 cm³ (1,8 L; 108,3 plg³), con un diámetro x  carrera de 83 x 82 mm (3,27 x 3,23 pulgadas), cuya potencia era de 350 CV (345 HP; 257 kW) a las 8000 rpm y un par máximo de 46 kg·m (451 N·m; 333 lb·pie) a las 5000 rpm. Tenía un peso de 940 kg (2072 libras), 230 kg (507 libras) menos que su versión de serie, gracias en gran medida a los materiales ligeros en que estaba construido, kevlar, mientras que el chasis monocasco, era de acero. Debutó en el Rally de Córcega de 1984 y Peugeot lo utilizó hasta el año siguiente cuando fue sustituido a media temporada, en el Rally de Finlandia, por su segunda evolución aunque siguió apareciendo en pruebas posteriores generalmente en manos de pilotos privados. Participó en un total de catorce pruebas (en el equipo oficial) entre 1984 y 1985 y consiguió nueve victorias (tres el primero año y seis el segundo) y trece podios además de conquistar los títulos de pilotos y de constructores de 1985.

### Peugeot 205 Turbo 16 Evo 2
La segunda evolución de 205, que recibió el nombre de 205 Turbo 16 Evo 2, incorporó varias mejoras respecto al anterior. La estructura de la parte de atrás se transformó en una de tipo tubular que permitió bajar el peso del coche a 910 kg (2006 lb), setenta menos que el anterior. La suspensión estaba disponible con control de temperatura en los amortiguadores, activada por el copiloto. El turbo KKK se cambió por uno de tipo Garrett T31 con intercooler agua/aire de 2,6 bar (37,0 psi) de presión, que proporcionaba una potencia de 550 CV (542 HP; 405 kW) a las 7.600 rpm y un par máximo de 50 kg·m (490 N·m; 362 lb·pie) a las 5.500 rpm. Todo esto le permitía ponerse de 0 a 100 km/h (62 mph) en dos segundos.
Por fuera, el coche recibió los cambios más visibles con la incorporación de dos faldones en el frontal y un gran alerón trasero.
Debutó en el Rally de Córcega de 1985 pilotado por Bruno Saby con el que logró terminar en la segunda posición. Hizo quince apariciones como oficial entre ese año y 1986 y logró siete victorias y quince podios además de conquistar de nuevo los títulos de pilotos y constructores en 1986.

## Competición

### Campeonato Mundial de Rally

#### Temporada 1984

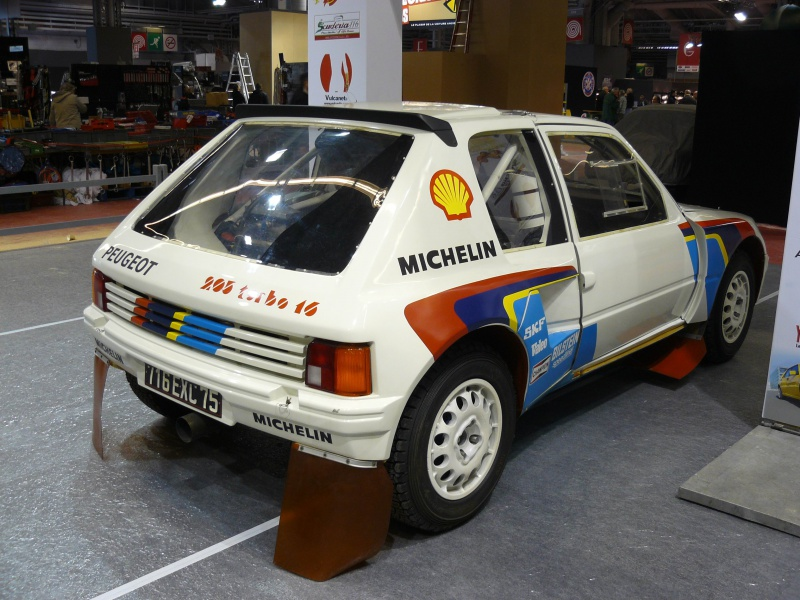
El Peugeot 205 T16 en su primera versión que el equipo utilizó en su primer año en el campeonato del mundo.

El debut oficial del Peugeot 205 Turbo 16 en el campeonato del mundo de rally se produjo en el mes de mayo, un mes después de recibir la homologación por parte de la federación. El equipo Peugeot se trasladó a Córcega para disputar el Tour de Corse. Los dos pilotos elegidos fueron el finlandés Ari Vatanen y el francés Jean Pierre Nicolas. Los favoritos para ganar la prueba eran los Lancia Rally 037 de propulsión trasera, pilotados por Markku Alen y Miki Biasion, que se adaptaban perfectamente a las estrechas carreteras de Córcega. Vatanen logró enseguida marcar el mejor crono y lo hizo en el segundo tramo: Sainte Marie Sicche - Moca de 22,25 km (13,83 mi). Posteriormente se colocó líder de la carrera y así se mantuvo hasta el tramo diecinueve cuando sufrió una fuerte salida de pista sobre mojado y acabó estrellándose impidiendo la que hubiese sido la primera victoria el Peugeot. Por su parte Jean Pierre Nicolas marcó el mejor crono en dos tramos una vez que su compañero ya había abandonado y logró finalizar cuarto, por delante de Stig Blomqvist, el primero de los Audi Quattro, mientras que el ganador fue Markku Alen secundado por Biasion. En la segunda salida del equipo fue al duro y pedregoso Rally Acrópolis, donde Vatanen otra vez llegó a liderar la carrera y donde marcó once scratch, dos menos que el ganador de la prueba Stig Blomqvist, hasta su abandono por problemas mecánicos. Su compañero Nicolas también abandonó en los últimos compases por problemas en los frenos. En la tercera prueba, el Rally de los 1000 Lagos, el finlandés Vatanen consiguió la primera victoria y no sería la última. Marcó treinta y un scratch de cincuenta y un tramos de los que constaba el itinerario y finalizó a dos minutos de Markku Alen y a más de cuatro Henri Toivonen, ambos con el Lancia Rally 037. En el Rally de San Remo el finés repitió hazaña: se hizo con la mayoría de los tramos y terminó con una amplia ventaja sobre los tres Lancia de Attilio Bettega, Massimo Biasion y Fabrizio Tabaton. Por su parte Nicolas, Jean-Pierre Nicolas terminó en la quinta posición. En la última cita de la temporada, el siempre difícil Rally RAC, nuevamente logra la victoria, remontando desde atrás a causa de un vuelco. Tres victorias en cinco rallies disputados, con un coche totalmente nuevo, el balance a final de temporada era inmejorable. Estas tres victorias situaron a Peugeot tercera en el campeonato de constructores y convirtió a su coche en el gran favorito para conseguir los títulos en 1985.

#### Temporada 1985

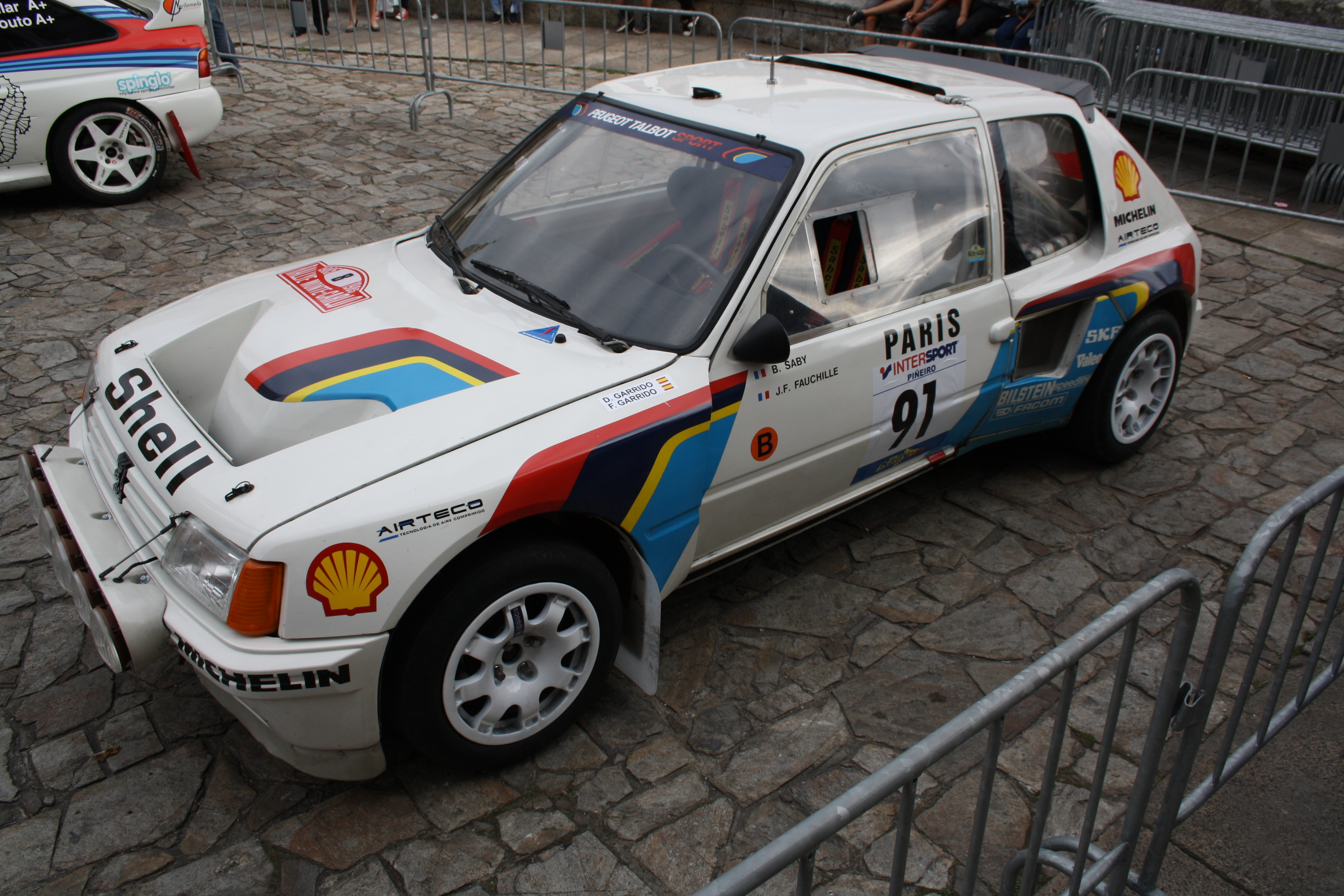
Peugeot 205 T16 de Bruno Saby con el que participó en el Rally de Montecarlo de 1985.

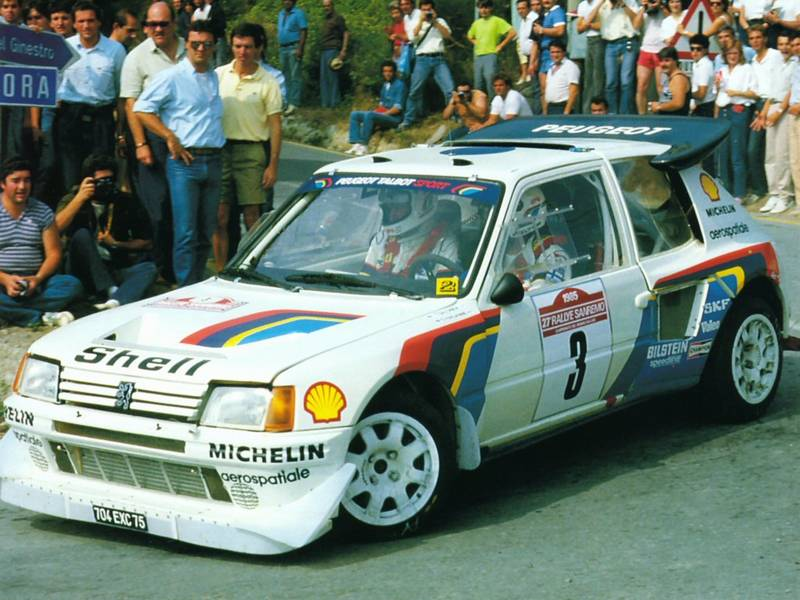
Timo Salonen durante el Rally de San Remo de 1985 con Peugeot 205 Turbo 16 Evo 2 y con el título de pilotos ya asegurado matemáticamente.

En 1985 Todt mantuvo a Ari Vatanen, claro candidato al título y fichó a Bruno Saby para las pruebas de asfalto y a otro finés Timo Salonen, un piloto que algunos consideraban acabado, decisión que le valió algunas críticas a Todt. El año comenzó con un claro dominio de Peugeot y sobre todo de Vatanen que venció en las dos primeras salidas. En Montecarlo, a pesar de haber sufrido una penalización de ocho minutos remontó y venció sacando una ventaja de más de cinco minutos al Audi Quattro Sport de Walter Röhrl y más de diez a su compañero Salonen que en su primera prueba con el 205 finalizó en el podio. El tercer piloto de la marca, Saby, logró terminar también en los puntos con un quinto puesto y, un cuarto Peugeot 205 pilotado por el piloto privado Paul Gardere también finalizó la prueba pero más retrasado, en la duodécima posición. En Suecia Vatanen volvió a dominar la prueba de principio a fin adjudicándose la mayoría de tramos y acompañado en el podio por el sueco Stig Blomqvist y por Timo Salonen, de nuevo en el tercer cajón del podio. En Portugal, sin embargo el alemán de Audi, Rohrl y el italiano Massimo Biasion de Lancia dominaron la prueba hasta que Salonen remontó en el tramo de Arganil y logró su primera victoria con el Peugeot, mientras que el de Audi vio como se le escapaba la victoria tras sufrir una penalización de cinco minutos. El compañero de Salonen, Vatanen sufrió el primer revés del año y abandonó en el tramo veintiuno por avería en el motor. En la primera participación en el duro Rally Safari, tanto Vatanen como Saby abandonaron, el primero por problemas en la junta de la culata y el segundo por accidente. El único 205 que consiguió terminar fue el de Salonen que consiguió un séptimo puesto en una prueba donde dominaron los Toyota Celica de Juha Kankkunen y Bjorn Waldegard. En el mes de mayo el mundial regresó a Europa para diputar el Rally de Córcega. En la prueba donde justo un año antes el Peugeot 205 había debutado, se inscribieron un total de nueve pilotos con el 205, seis pilotos privados y los tres oficiales de Vatanen, Salonen y Saby que hacía el debut de la segunda evolución del coche, el Peugeot 205 Turbo 16 Evo. Esta nueva versión del 205 contaba con una potencia de 430 cv y varias modificaciones externas como el alerón trasero y los deflectores laterales delanteros. Sin embargo el debut del Peugeot estuvo empañada por la muerte de Attilio Bettega que perdió la vida tras chocar con un árbol con su Lancia Rally 037. Saby fue segundo por detrás del Renault 5 Maxi Turbo de Jean Ragnotti en una prueba donde prácticamente todos los 205 abandonaron. En ese momento Salonen se encontraba tercero en el mundial de pilotos que a partir de la sexta cita, Acrópolis, encadenó cuatro victorias consecutivas que lo catapultaron hacia el primer puesto de la clasificación. En Grecia, la marca que todavía apostaba por la primera versión del 205, Salonen venció liderando la prueba de principio a fin, frente a un Blomqvist que a pesar de haber marcado más scratch que su rival tuvo problemas con su Audi y terminó segundo a más de cuatro minutos. Por su parte Vatanen sumó su cuarto abandono consecutivo en esta ocasión por problemas en la dirección. En Nueva Zelanda el equipo logró el mejor resultado del año con los dos pilotos en lo alto del podio. En Argentina Peugeot inscribe a Salonen, Vatanen y se reforzó con el argentino Carlos Reutemann. Nada más comenzar la prueba, en el segundo tramo Vatanen sufrió un fuerte accidente, se salió de la carretera y dio varias vueltas de campana. Estuvo en comas dos semanas y lo retiró de la competición durante dos años. El ganador fue su compañero Salonen que consiguió la tercera victoria del año y aumentó su ventaja en 32 puntos respecto a Stig Blomqvist que no pudo terminar en Argentina pero se mantenía segundo en la clasificación.
En Finlandia y con la ausencia de Vatanen Peugeot inscribió a Salonen y al sueco Karl Grundel, ambos con el Peugeot 205 Turbo 16 Evo 2. Salonen volvió a dominar la carrera y se adjudicó la cuarta victoria consecutiva y se proclamó a falta tres pruebas campeón del mundo, además de asegurar también para marca el título de constructores. En el Rally de San Remo, Walter Röhrl venció con el Audi Sport Quattro S1 (la única victoria de este coche en el mundial) con una ventaja de más de seis minutos sobre Salonen que fue segundo. Su compañero Saby no terminó por avería mecánica y el piloto italiano Giovanni del Zoppo terminó séptimo con un Peugeot 205 privado. Al Rally Costa de Marfil Peugeot no acudió y en la última cita, el Rally RAC, debutó con victoria el Lancia Delta S4 de Henri Toivonen y anticipó el gran duelo Lancia y Peugeot que se viviría en el siguiente año. Los tres pilotos de Peugeot no lograron terminar la prueba, Salonen por avería y Grundel y Mikael Sundström por accidente.

#### Temporada 1986

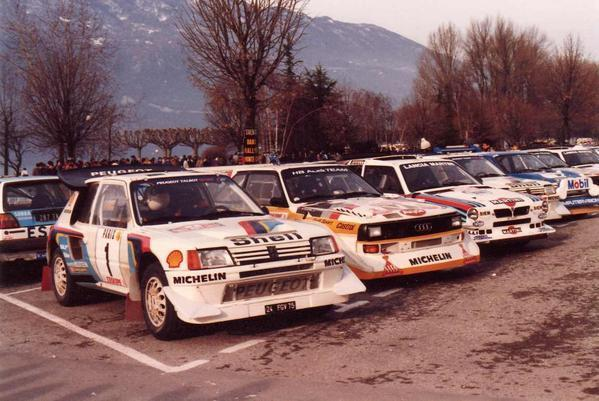
Parque cerrado del Rally de Montecarlo de 1986.

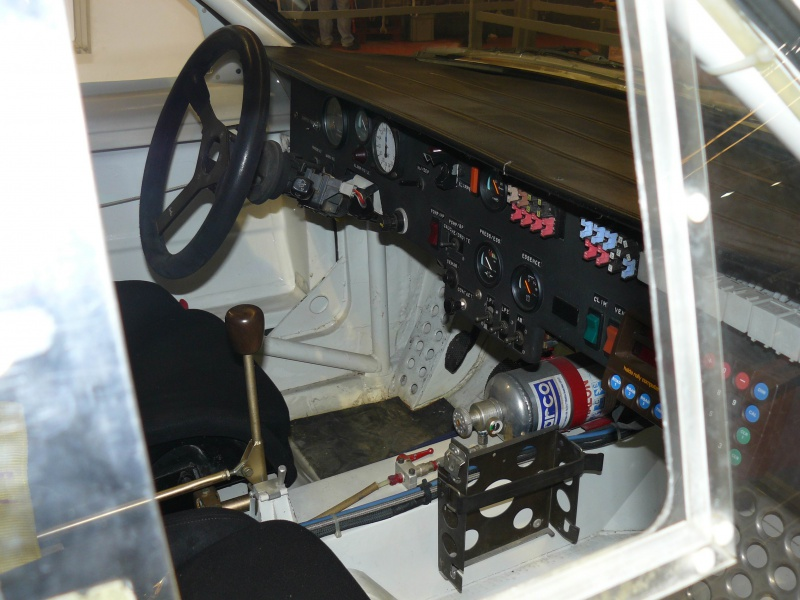
Interior del Peugeot 205 T16 (versión de rally).

En 1986 Peugeot mantuvo a Salonen y fichó en sustitución de Vatanen a Juha Kankkunen que corría para Toyota además de contar con las participaciones sueltas de Saby y de Stig Blomqvist. En la primera cita, Montecarlo, el ganador fue el piloto de Lancia, Toivonen, con el Delta S4 que protagonizó el primer duelo que el equipo italiano y Peugeot tendrían ese año. Toivonen lideró la carrera hasta que un accidente con el vehículo de un espectador durante un tramo de enlace, a punto estuvo de costarle la victoria. El finlandés pudo llegar hasta el parque de asistencia y donde sus mecánicos reconstruyeron el coche en tiempo récord, y no solo pudo reengancharse a la carrera, sino que recuperó el tiempo perdido y se permitió el lujo de sacarle cuatro minutos a Timo Salonen en la noche de Turini, que en ese momento lideraba la carrera. Salonen fue el mejor de los Peugeot, mientras que en su debut con el equipo Kankkunen solo pudo ser quinto por detrás de los Audi Quattro Sport S1 de Mikkola y Röhrl. En la prueba monegasca otros cinco pilotos se inscribieron con un Peugeot 205 T16 destacando a la francesa Michele Mouton con el Peugeot Talbot Deutschland que abandonó por avería mientras que el resto de pilotos privados finalizaron siendo el francés Franck Metiffiot, el mejor situado, con la duodécima plaza. Tras el resultado de Montecarlo, Salonen salió en Suecia a por todas y en el sexto tramo ya llevaba un minuto de ventaja sobre Toivonen. Una rotura en el motor del Peugeot 205 T16 acabó con las esperanzas del finlandés que no tuvo más remedio que abandonar, y tras él lo hizo Toivonen también por una avería mecánica. El rally se lo adjudicó finalmente Kankkunen que venció en su segunda carrera con el T16. Portugal era el tercer rally del campeonato y desgraciadamente será el inicio de los accidentes mortales que condenaron al Grupo B a su desaparición. Había muchos espectadores a lo largo del recorrido de las etapas del rally y estos se apelotaban obstruyéndoles a los pilotos la visibilidad de la carretera, presagiándose un accidente. En una salida de pista del Ford RS200 que piloteaba el portugués Joaquim Santos, que al tomar una curva a la izquierda pierde el control, ocurre la muerte de tres espectadores, este hecho supondría la retirada de todos los equipos oficiales como protesta entre ellos los dos de Peugeot, Salonen y Kankkunen. El rally lo ganó el portugués Joaquim Moutinho con un Renault 5 Turbo, seguido por una serie de pilotos privados. En el Rally Safari, Kankkunen estrenó una nueva caja de cambios de seis velocidades pero finalizó quinto detrás del Toyota Celica Twincam Turbo de Björn Waldegard, Lars-Erik Torph y Erwin Weber, y del Lancia Rally 037 de Markku Alén (tercero), que por precaución había salido con el Lancia Rally 037 en lugar del S4. Para la prueba africana Peugeot contó como segundo piloto a Shekhar Mehta, que terminó en la octava posición. Dos meses después de lo ocurrido en Portugal, en el Rally de Córcega se vivió la segunda tragedia del año. Henri Toivonen y Sergio Cresto perdieron la vida tras caer por un barranco con el Lancia Delta S4 que explotó al momento e inmediatamente la prueba se paralizó aunque al día siguiente se siguió corriendo. Este hecho provocó que la FISA cancelara los grupo B para el año siguiente además de la retirada del equipo Lancia al completo en señal de duelo y posteriormente los equipos Ford, Citroën y Audi abandonaron sus programas dejando solos a Lancia y Peugeot en la lucha por el título. Por su parte, Peugeot había inscrito a Salonen, Saby y Mouton mientras que Kankkunen no acudió a la prueba corsa y otros cuatro pilotos alinearon sendos 205 T16 privados. Saby venció en una prueba donde solo él y el francés "Panic" que fue décimo quinto acabaron la prueba, el resto abandonaron por diversos motivos. En el Acrópolis Kankkunen se llevó la victoria con su compañero Saby en el podio y con Biasion segundo que se coló entre los dos Peugeot. El triunfo de Kankkunen le afinzaba como serio candidato al título mientras que su compañero Salonen, que se retiró por problemas en la suspensión, era séptimo en la clasificación general. En Nueva Zelanda Kankkunen sumó otra victoria en esta ocasión acompañado en el podio por Alén, que sería el principal rival en la lucha por el título, y con Salonen en la quinta posición. Sin embargo en la siguiente carrera, Argentina tanto Kankkunen como Saby abandonaron por problemas mecánicos y el sueco Stig Blomqvist que corrió la prueba con el equipo salvó los muebles a la marca con su tercer puesto que de esta manera una victoria más bastaba para que Peugeot se proclamara campeona en el certamen de constructores. En el mes de septiembre de regreso a Europa se disputó el habitual Rally de Finlandia. Peugeot logró el mejor resultado del año con Timo Salonen en la primero posición, Kankkunen segundo y Blomqvist cuarto. Alén que se había convertido en el principal piloto de Lancia y en el más serio rival de Kankkunen por el título, logró la tercera posición.

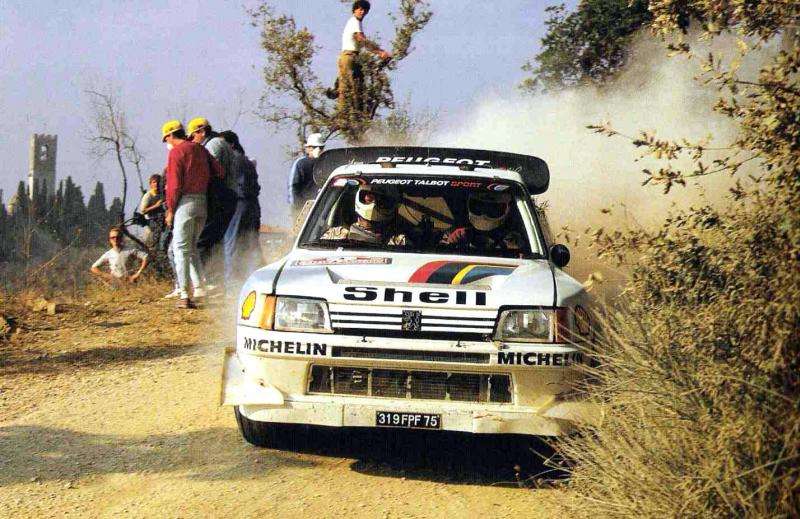
Juha Kankkunen con el Peugeot 205 durante el polémico Rally de San Remo.

Tras Finlandia se disputó el Rally Costa de Marfil donde no se inscribió ningún Peugeot por lo que el mundial llegó entonces a Italia para disputar el Rally de San Remo donde saltó el escándalo. En ese momento el líder del campeonato era Kankkunen que sacaba una ventaja de veinte puntos sobre Alén al que solo le valía en ganar en San Remo. Para la prueba italiana Peugeot alineó a Kankkunen, Salonen, Saby y a Andrea Zanussi que se jugaba el título italiano contra el Lancia de Dario Cerrato. En la primera etapa Zanussi y Saby dominaron la prueba, mientras que Alén se retrasaba. En la segunda etapa con tramos sobre tierra, Alén comenzó a marcar los mejores tiempos y se acercó a Kankkunen que terminó el día liderando la prueba. En la tercera etapa llegó la polémica. Los comisarios decidieron descalificar a los tres Peugeot que quedaban en carrera (Salonen se había retirado), por unos listones de madera que llevaban en la parte inferior del chasis y que sostenían un dispositivo de efecto suelo, que había sido usado en las primeras carreras de la temporada. Aunque este dispositivo había sido retirado, debido a la prohibición de la FISA, los soportes no, motivo por el cual fueron excluidos. Peugeot apeló la decisión que de esta manera Kankkunen veía comprometido el título y dejaba a Zanussi sin el campeonato de Italia. Todo se interpretó como una maniobra de Lancia, que tras perder el título de constructores quería lograr el de pilotos, y de la FISA, molesta por las críticas de Peugeot por la imposición de los grupo A para 1987. La prueba terminó con triplete de Lancia, con Alen a la cabeza, seguido de Cerrato y Biasion, pero con una reclamación de Peugeot por lo que el resultado final todavía estaba en suspenso. En la penúltima cita, el Rally de Gran Bretaña, Peugeot cosechó otro gran resultado: Salonen ganó, mientras que Kankkunen y Mikael Sundström fueron tercero y cuarto respectivamente. Por su parte Alén terminó segundo por lo que el título se jugó en la última prueba, el Rally Olympus disputado en Estados Unidos. Tanto Peugeot como Lancia enviaron un solo coche por lo que Kankkunen y Alén se jugaron el título en solitario. El rally lo ganó Alén que se proclamó en aquel momento campeón aunque la alegría le duró poco. El 17 de diciembre del mismo año, la FISA vio ilegal la descalificación de los Peugeot en San Remo, y ante la imposibilidad de recolocar los coches en la clasificación anuló los resultados, lo que le dio el título a Kankkunen. En la prueba americana el piloto local Jon Woodner también se había inscrito con un Peugeot 205 T16 privado aunque abandonó pronto por accidente.

### Campeonato de Europa de Rally
El Peugeot 205 T16 también fue utilizado por diversos pilotos en el Campeonato de Europa de Rally. En 1984 el francés David Joyes participó con una unidad en el Tour de Francia donde abandonó. Al año siguiente se aumentó la presencia de pilotos que participaron con el 205 en el certamen. El sueco Kalle Grundel ganó el AvD/STH-Hunsrück-Rallye y el Rally de Alemania resultados que le sirvieron para terminar duodécimo en la general. Bruno Saby alternó el mundial varias pruebas de España, abandonó en el Rally El Corte Inglés y participó en Rally de Llanes (puntuable para el Campeonato de España) donde venció. El español Antonio Zanini fue sexto en el Rally RACE Costa Blanca y sumó un abandono en el Rally Costa Brava. El italiano Giovanni del Zoppo disputó varias pruebas en Italia aunque no consiguió terminar ninguna: Rally Costa Smeralda, Rallye dell'Isola d'Elba, Rally Targa Florio y Rally Piancavallo. También sin gran éxito participaron el finés Mikael Sundström en el Manx International Rally y el francés Bernard Darniche en el 24º Horas de Ypres. En esta última prueba también participó una unidad pilotada por el francés Franck Metiffiot que terminó en la posición 34. En el Rallye d'Antibes otro francés, Antoine Casabianca fue décimo con el Peugeot.
En 1986 destacó el italiano Andrea Zanussi que venció en el Rally della Lana y el Rally Piancavallo, fue segundo en el Targa Florio y el Costa Smeralda, tercero en el Isola Elba y terminó séptimo en la clasificación final del campeonato. La francesa Mouton también participó en el ADAC-Rallye Hessen  y el Rally de Alemania con victoria aunque sumó un abandono en el AvD/STH-Hunsrück-Rallye. Sundström fue cuarto en el Rally de Manx y la francesa Patricia Bertapelle fue séptimo en el Rally de Madeira y abandonó en Piancavallo. En esta última también participó Anna Cambiagui con igual resultado. En las 24 Horas de Ypres corrieron los franceses Saby y Jean-Marc Ivens con sendos abandonos. El suizo Freddy Oguey fue séptimo en el Isola Elba y el francés Metiffiot décimo en el Critérium Alpin - Behra. Otro piloto que participó con el 205 T16 fue el búlgaro Ilia Chubrikov que sumó dos abandonos en Chipre y Bulgaria.

## Adaptación a otras competiciones

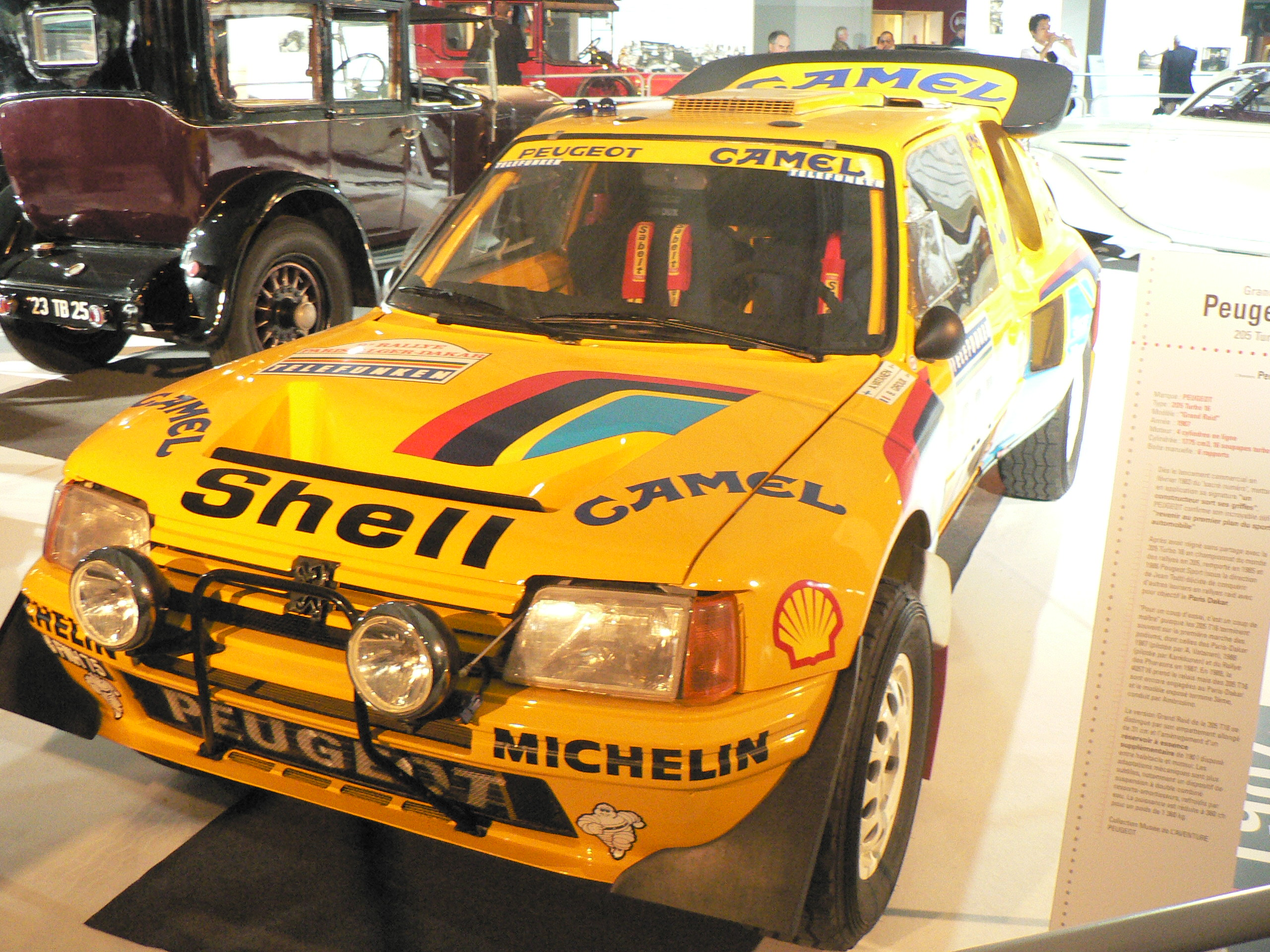
Peugeot 205 T16 que compitió en el Rally Dakar.

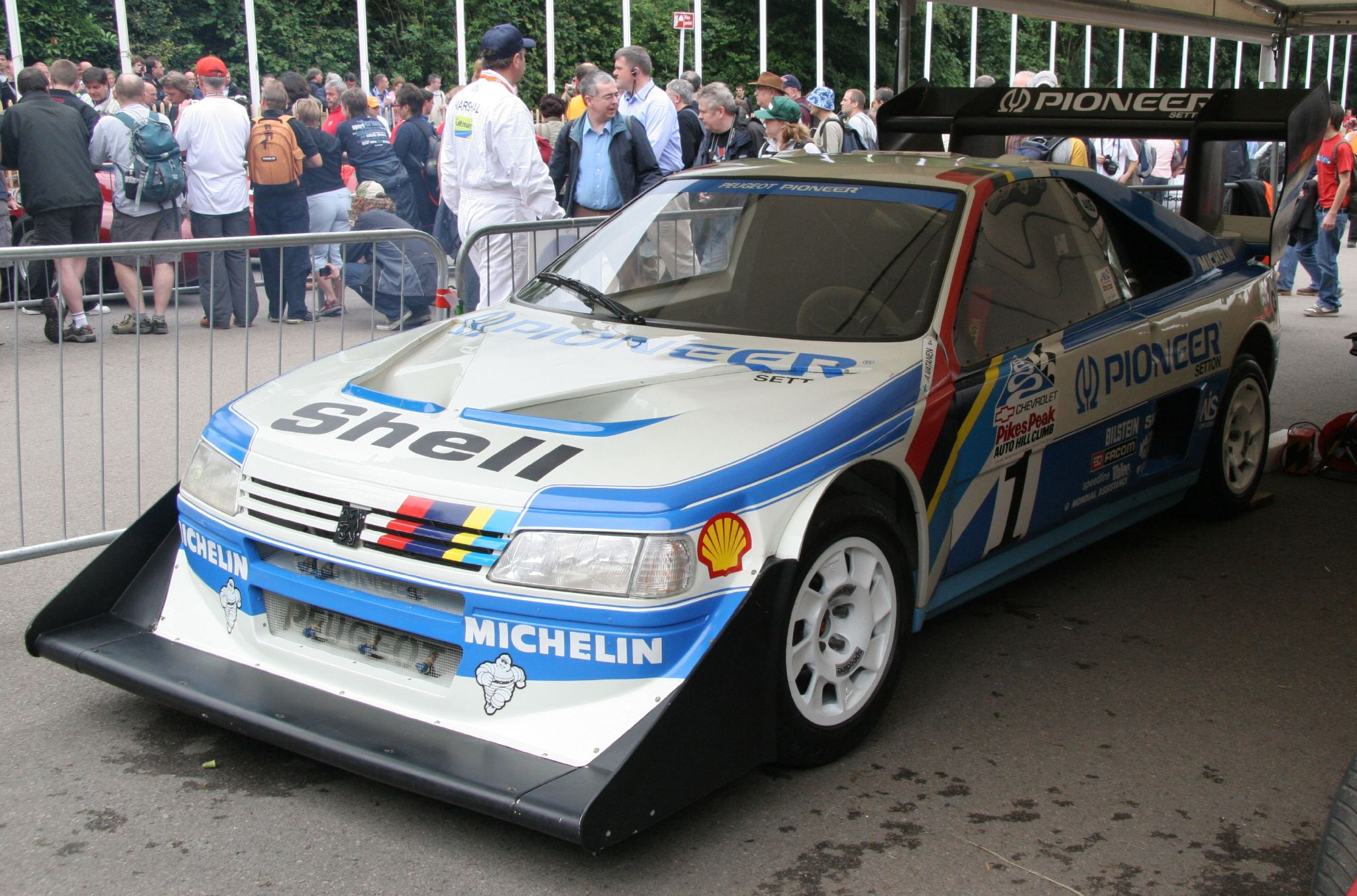
Peugeot 405 Turbo 16 utilizado para la carrera de montaña Pikes Peak Hill Climb.

Desde principios de los años 80 la FISA venía trabajando en una nueva categoría que sustituyera al Grupo B, basada en prototipos homologables con solo 10 unidades (al contrario de las 200 necesarias hasta entonces), denominada Grupo S, y que entraría en vigor a partir de la temporada 1988. Las normativa contemplaba vehículos con mayor distancia entre ejes, y los equipos empezaron a trabajar con nuevos diseños de mayor tamaño. Ante la imposibilidad de estirar la reducida distancia entre ejes del 205 debido a su diseño, el equipo Peugeot decidió trabajar sobre la base del 405, que ya estaba en preproducción, lo que les permitía trabajar con un mayor tamaño, además de ser un buen reclamo promocional de cara a las ventas del nuevo modelo.
Para esta nueva evolución el 205 T16 fue totalmente rediseñado. El chasis pasó a ser más largo y completamente tubular, el motor aumentó de cilindrada hasta los 1905 cc, con distribución variable y turbo de geometría variable, y para la transmisión se barajaron opciones con embragues automáticos secuenciales y diferencial central ajustable. Todo bajo un nuevo diseño de línea Cupé mucho más aerodinámico que su predecesor, dando lugar al futuro Peugeot 405 Turbo 16.
Sin embargo, tras varios accidentes mortales durante la temporada del año 86, unido a la ya fuerte polémica sobre la peligrosidad de la categoría, el Grupo B fue cancelado, adelantando la entrada en vigor del Grupo S al año 1987 pero con limitación de potencia a 300 CV. Esta situación dejaba huérfano al 205 T16, y restringía el diseño del nuevo 405 T16. No obstante, el desarrollo continuó adelante mientras los equipos presentaban alegaciones a las nuevas restricciones, que fueron infructuosas, ya que finalmente el Grupo S sería también cancelado en favor de un nuevo Grupo A mucho más seguro.
Ante esta situación el equipo Peugeot decidió abandonar el campeonato de cara a la temporada 1987, redirigiendo ese año sus recursos hacia el Rally Dakar y la carrera de escalada Pikes Peak International Hill Climb, adaptando el 205 T16 para ambas competiciones.

### Pikes Peak
Para participar en esta mítica carrera de escalada, el Peugeot 205 T16 fue modificado añadiendo varios alerones y apéndices aerodinámicos para dar mayor agarre al vehículo en este complicado trazado. De nuevo Vatanen fue el encargado de participar en la prueba, pero pese a realizar un trabajo impecable no pudo superar al Audi Quattro pilotado por Walter Röhrl. El alemán dominó la sesión de clasificación, sin embargo, al día siguiente Vatanen comenzó con mejor ritmo, recuperando las esperanzas de victoria. No duraría mucho, ya que en los tramos finales sufrió una avería al romperse un conducto del turbo muy cerca de la meta..
Más allá de este revés, el entonces director del equipo, el francés Jean Todt, sostenía que la superioridad mostrada por Audi se debía a la mayor distancia entre ejes del Quattro, por lo que desde el equipo se decidió rescatar el prototipo del Peugeot 405 T16 para aspirar a la victoria para el año siguiente. Además, su mayor tamaño permitiría aumentar los depósitos de combustible y ganar autonomía de cara al Dakar.
En 1988 el nuevo coche marcó la diferencia esperada, y Vatanen no solo pudo alzarse con la victoria, sino que estableció un récord que permanecería imbatible varios años. La victoria sería revalidada al año siguiente, esta vez a los mandos del estadounidense Robby Unser, veterano de la prueba.
Además, esta primera participación con el 405 sirvió como rodaje de un documental. Durante la carrera se instalaron varias cámaras tanto en el coche como en el circuito, que se emplearían para producir el cortometraje Climb Dance, mostrando el ascenso de Vatanen por la peligrosa pista de montaña, y que ganaría varios premios, en el Festival de Chamonix, en el International Film Festival de Houston, en el US Industrial Film & Video Festival de Chicago y en el Festival International Du Film D'aventure Val D'isere.

### Rally Dakar
Con muy pocos meses para adaptar el vehículo al complicado Raid, el trabajo fue realmente duro. Se amplió el ancho entre ejes, se limitó la potencia a 380 cv para dar mayor fiabilidad y respuesta a bajas revoluciones, se amplió el recorrido de las suspensiones en 7 cm, y se incluyeron nuevas rótulas y triángulos. Pero la modificación más importante es que fue necesario alargar la carrocería 33 cm, lo que desfiguraba las clásicas líneas del 205, pero era imprescindible para poder acomodar los grandes depósitos de combustible y tener la autonomía necesaria para las largas etapas del Dakar. El trabajo tuvo su recompensa, ya que el equipo Peugeot debutó con victoria en la edición de 1987, como siempre, a los mandos de Vatanen.
Para el año siguiente el equipo ya tenía listo el nuevo Peugeot 405 T16 Gran Raid, siendo presentado con Vatanen, con Juha Kankkunen como compañero a los mandos del 205 T16 del año anterior. El dominio del nuevo modelo fue aplastante, llegando a liderar la prueba con más de 2 horas de ventaja sobre Kankkunen. Sin embargo, a falta de 5 etapas el 405 T16 fue robado del parque cerrado durante la noche, y en una llamada al director de equipo Jean Todt se exigían hasta 25 millones de francos para que el vehículo fuera devuelto. Al no pagarse el rescate, el Vatanen no pudo tomar al salida, por lo que fue descalificado. Horas después, el coche fue encontrado a las afueras de la ciudad.
Esta situación dejó en bandeja la carrera para Kankkunen, que no desaprovechó la oportunidad de alzarse con la victoria en su debut, en la que sería la última victoria deportiva del Peugeot 205 Turbo 16.
Por su parte, el equipo Peugeot seguiría dominando el Dakar con Vatanen y el 405 T16 en las ediciones de 1989 y 1990. Dominio que se extendería a 1991, con el 405 rediseñado bajo la apariencia del Citroën ZX.

## Palmarés

### Resultados en el Campeonato Mundial de Rally
| Año  | Equipo  | Pilotos             | MON | SWE | POR | SAF | FRA | GRE | NZL | ARG | FIN | ITA | CIV  | GBR |     | Pos. | Puntos | Notas  |
| 1984 | Peugeot | Ari Vatanen         |     |     |     |     | Ret | Ret |     |     | 1   | 1   |      | 1   |     | 3º   | 74     | [ 77 ] |
| 1984 | Peugeot | Jean-Pierre Nicolas |     |     |     |     | 4   | Ret |     |     |     | 5   |      |     |     | 3º   | 74     | [ 77 ] |
| 1985 |         |                     | MON | SWE | POR | SAF | FRA | GRE | NZL | ARG | FIN | ITA | CIV  | GBR |     |      |        |        |
| 1985 | Peugeot | Ari Vatanen         | 1   | 1   | Ret | Ret | Ret | Ret | 2   | Ret |     |     |      |     |     | 1º   | 142    | [ 78 ] |
| 1985 | Peugeot | Timo Salonen        | 3   | 3   | 1   | 7   | Ret | 1   | 1   | 1   | 1   | 2   |      | Ret |     | 1º   | 142    | [ 78 ] |
| 1985 | Peugeot | Bruno Saby          | 5   |     |     | Ret | 2   |     |     |     |     | Ret |      |     |     | 1º   | 142    | [ 78 ] |
| 1985 | Peugeot | Carlos Reutemann    |     |     |     |     |     |     |     | 3   |     |     |      |     |     | 1º   | 142    | [ 78 ] |
| 1985 | Peugeot | Kalle Grundel       |     |     |     |     |     |     |     |     | 5   |     |      | Ret |     | 1º   | 142    | [ 78 ] |
| 1985 | Peugeot | Mikael Sundström    |     |     |     |     |     |     |     |     |     |     |      | Ret |     | 1º   | 142    | [ 78 ] |
| 1986 |         |                     | MON | SWE | POR | KEN | FRA | GRE | NZL | ARG | FIN | CIV | ITA* | GBR | USA |      |        |        |
| 1986 | Peugeot | Timo Salonen        | 2   | Ret | Ret |     | Ret | Ret | 5   |     | 1   |     | Ret  | 1   |     | 1º   | 137    | [ 79 ] |
| 1986 | Peugeot | Juha Kankkunen      | 5   | 1   | Ret | 5   |     | 1   | 1   | Ret | 2   |     | Ret  | 3   | 2   | 1º   | 137    | [ 79 ] |
| 1986 | Peugeot | Bruno Saby          | 6   |     |     |     | 1   | 3   |     | Ret |     |     | Ret  |     |     | 1º   | 137    | [ 79 ] |
| 1986 | Peugeot | Shekhar Mehta       |     |     |     | 8   |     |     |     |     |     |     |      |     |     | 1º   | 137    | [ 79 ] |
| 1986 | Peugeot | Stig Blomqvist      |     |     |     |     |     |     |     | 3   | 4   |     |      |     |     | 1º   | 137    | [ 79 ] |
| 1986 | Peugeot | Andrea Zanussi      |     |     |     |     |     |     |     |     |     |     | Ret  |     |     | 1º   | 137    | [ 79 ] |
| 1986 | Peugeot | Mikael Sundström    |     |     |     |     |     |     |     |     |     |     |      | 4   |     | 1º   | 137    | [ 79 ] |

### Victorias WRC
| N.º | Año  | Rally                                  | Piloto         | Copiloto                | Notas  |
| --- | ---- | -------------------------------------- | -------------- | ----------------------- | ------ |
| 1   | 1984 | 34º 1000 Lakes Rally                   | Ari Vatanen    | Terry Harryman          | [ 80 ] |
| 2   | 1984 | 26º Rallye Sanremo                     | Ari Vatanen    | Terry Harryman          | [ 81 ] |
| 3   | 1984 | 40rd Lombard RAC Rally                 | Ari Vatanen    | Terry Harryman          | [ 82 ] |
| 4   | 1985 | 53ème Rally Automobile de Monte Carlo  | Ari Vatanen    | Terry Harryman          | [ 83 ] |
| 5   | 1985 | 35th International Swedish Rally       | Ari Vatanen    | Terry Harryman          | [ 84 ] |
| 6   | 1985 | 19º Rallye de Portugal Vinho do Porto  | Timo Salonen   | Seppo Harjanne          | [ 85 ] |
| 7   | 1985 | 32nd Acropolis Rally                   | Timo Salonen   | Seppo Harjanne          | [ 86 ] |
| 8   | 1985 | 15th AWA Clarion Rally of New Zealand  | Timo Salonen   | Seppo Harjanne          | [ 87 ] |
| 9   | 1985 | 5º Marlboro Rally Argentina            | Timo Salonen   | Seppo Harjanne          | [ 88 ] |
| 10  | 1985 | 35º 1000 Lakes Rally                   | Timo Salonen   | Seppo Harjanne          | [ 89 ] |
| 11  | 1986 | 36th International Swedish Rally       | Juha Kankkunen | Juha Piironen           | [ 90 ] |
| 12  | 1986 | 30ème Tour de Corse - Rallye de France | Bruno Saby     | Jean-François Fauchille | [ 91 ] |
| 13  | 1986 | 33rd Acropolis Rally                   | Juha Kankkunen | Juha Piironen           | [ 92 ] |
| 14  | 1986 | 16th AWA Clarion Rally of New Zealand  | Juha Kankkunen | Juha Piironen           | [ 93 ] |
| 15  | 1986 | 36º 1000 Lakes Rally                   | Timo Salonen   | Seppo Harjanne          | [ 94 ] |
| 16  | 1986 | 42th Lombard RAC Rally                 | Timo Salonen   | Seppo Harjanne          | [ 95 ] |

### Victorias Campeonato de Europa
| N.º | Año  | Rally                               | Piloto           | Copiloto        | Notas  |
| --- | ---- | ----------------------------------- | ---------------- | --------------- | ------ |
| 1   | 1985 | Int. ADAC Sachs Winter Rally        | Kalle Grundel    | Peter Diekmann  | [ 96 ] |
| 2   | 1985 | Int. ADAC Rallye Hessen             | Kalle Grundel    | Peter Diekmann  | [ 96 ] |
| 3   | 1985 | AvD/STH Hunsrück Rallye             | Kalle Grundel    | Peter Diekmann  | [ 96 ] |
| 4   | 1985 | ADAC Rallye Deutschland             | Kalle Grundel    | Peter Diekmann  | [ 96 ] |
| 5   | 1986 | ADAC Rallye Hessen                  | Michèle Mouton   | Terry Harryman  | [ 96 ] |
| 6   | 1986 | Lloyds Bowmaker RSAC Scottish Rally | Mikael Sundström | Voitto Silander | [ 96 ] |
| 7   | 1986 | Rally Internazionale della Lana     | Andrea Zannusi   | Paolo Amati     | [ 96 ] |
| 8   | 1986 | ADAC Rallye Deutschland             | Michèle Mouton   | Terry Harryman  | [ 96 ] |
| 9   | 1986 | Rally Piancavallo                   | Andrea Zannusi   | Paolo Amati     | [ 96 ] |